# 计算统计学

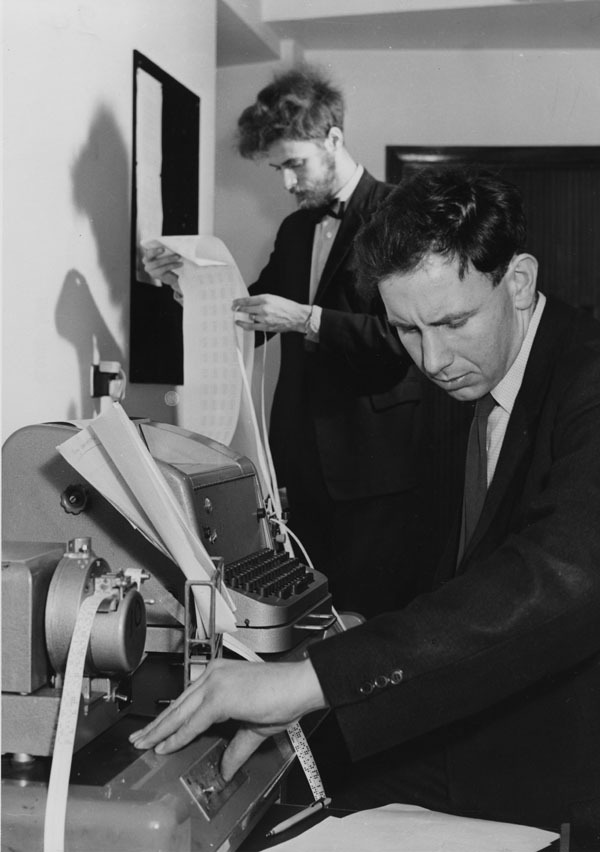
1964年在伦敦政治经济学院统计机房工作的学生

计算统计学或统计计算是统计学与计算机科学之间的纽带，是指通过计算方法实现的统计方法。计算统计学是计算科学中专门针对统计学数学科学的领域，目前还在迅速发展，因此有人呼吁在普通统计教育中教授更广泛的计算概念。
与传统统计学一样，其目标是将原始数据转化为知识，而重点在于计算机密集型统计方法，例如样本量非常大的情形与非齐性数据集等。
“计算统计学”（computational statistics）与“统计计算”（statistical computing）两词常常混用，国际统计计算协会前主席Carlo Lauro建议加以区分，“统计计算”可定义为“计算机科学在统计学中的应用”，“计算统计学”则定义为“在计算机上实现统计方法的算法的设计，包括前计算机时代无法想象的算法（如自助法、蒙特卡洛方法等），并应对用分析难以解决的问题”。
“计算统计学”也可指计算密集型统计方法，如重抽样、马尔可夫链蒙特卡洛、局部回归、核密度估计、人工神经网络与广义加性模型。

## 历史
虽然计算统计学在今天得到了广泛应用，但在统计学界被接受的历史其实相对较短。大多数情况下，统计领域的奠基人在开发计算统计方法时依赖数学与渐进逼近。
统计学领域中，“计算机”（computer，即字面上的“计算用的机器”）一词首次出现于Robert P. Porter于1891年发表在《美国统计协会杂志》（Journal of the American Statistical Association）中的一篇文章，文章讨论了赫尔曼·霍利里思的机器在美国第11次人口普查中的使用情况。赫尔曼·霍利里思的机器又叫穿孔制表机（tabulating machine），是电动机械学机器，用于协助汇总存储在打孔卡上的信息。发明者赫尔曼·霍利里思（1860年2月29日 – 1929年11月7日）是美国商人、发明家、统计学家，穿孔制表机于1884年获得专利，用在了美国1890年的人口普查中。1880年普查大约有5000万人参与，用了7年多时间才完成制表工作；而1890年普查时，人口有超过6200万，却只用了不到一年时间。这标志着机械化计算统计与半自动数据处理系统时代的开端。
1908年，威廉·戈塞进行了现在广为人知的蒙特卡洛模拟，从而发现了学生t-分布。在计算方法的帮助下，他还绘制了经验分布图与相应的理论分布图。计算机给模拟带来了革命性变化，使复制戈塞的实验变得不过是一种练习。
后来，科学家们提出了生成伪随机性偏差的计算方法，用逆累积分布函数或接受-拒绝方法将均匀偏差转换为其他分布形式，并开发了马尔可夫链蒙特卡洛的状态空间方法。1947年，兰德公司首次尝试全自动生成随机数，生成的随机数表整合为《百万乱数表》，于1955年出版。
到20世纪50年代中期，已经有多篇文章和专利提出了随机数生成器的设备，其开发源于用随机数进行模拟和统计分析中其他基本组成的需要，其中最著名的是ERNIE，它产生的随机数决定了英国发行的彩票债券Premium Bond的中奖者。1958年，约翰·图基发明了大折刀（jackknife），是一种在非标准条件下减少样本参数估计偏差的方法。这就需要计算机操作，至此，计算机使很多繁琐的统计研究变得可行。

## 方法

### 最大似然估计
最大似然估计用于根据观测数据估计假定概率分布的参数。其方法是最大化似然函数，使观测数据在假定的统计模型下最有可能实现。

### 蒙特卡洛法
蒙特卡洛法是依靠重复随机抽样获得数值结果的统计方法，其概念是利用随机性解决原则上确定性的问题，常用于物理学与数学问题，在难以使用其他方法是往往有效。蒙特卡洛法主要用于三类问题：最优化、数值积分与从概率分布中生成抽样。

### 马尔可夫链蒙特卡洛
马尔可夫链蒙特卡洛方法从连续随机变量中创建样本，概率分布与已知函数成正比。这些样本可用于估计变量的积分，如其期望值或方差。包含的步骤越多，样本分布就越接近实际预期分布。

## 应用
- 计算生物学
- 计算语言学
- 计算物理学
- 计算数学
- 计算材料科学

## 协会
- 国际统计计算协会

## 阅读更多

### 文章
- Albert, J.H.; Gentle, J.E., Albert, James H; Gentle, James E , 编, , The American Statistician, 2004, 58: 1, S2CID 219596225, doi:10.1198/0003130042872
- Wilkinson, Leland, , Technometrics, 2008, 50 (4): 418–435, S2CID 3521989, doi:10.1198/004017008000000460

### 书
- Drew, John H.; Evans, Diane L.; Glen, Andrew G.; Lemis, Lawrence M., , Springer International Series in Operations Research & Management Science, Springer, 2007, ISBN 978-0-387-74675-3
- Gentle, James E., , Springer, 2002, ISBN 0-387-95489-9
- Gentle, James E.; Härdle, Wolfgang; Mori, Yuichi (编), , Springer, 2004, ISBN 3-540-40464-3
- Givens, Geof H.; Hoeting, Jennifer A., , Wiley Series in Probability and Statistics, Wiley-Interscience, 2005, ISBN 978-0-471-46124-1
- Klemens, Ben, , Princeton University Press, 2008, ISBN 978-0-691-13314-0
- Monahan, John, , Cambridge University Press, 2001, ISBN 978-0-521-79168-7
- Rose, Colin; Smith, Murray D., , Springer Texts in Statistics, Springer, 2002, ISBN 0-387-95234-9
- Thisted, Ronald Aaron, , CRC Press, 1988, ISBN 0-412-01371-1
- Gharieb, Reda. R., , Noor Publishing, 2017, ISBN 978-3-330-97256-8

### 协会
- International Association for Statistical Computing （页面存档备份，存于）
- Statistical Computing section of the American Statistical Association （页面存档备份，存于）

### 期刊
- Computational Statistics & Data Analysis （页面存档备份，存于）
- Journal of Computational & Graphical Statistics
- Statistics and Computing （页面存档备份，存于）